# Grand Rapids Rampage
I Grand Rapids Rampage  erano una squadra di Arena Football League con sede a Grand Rapids, Michigan. La squadra è stata fondata nel 1998.